# Kaufhaus Brenninkmeyer

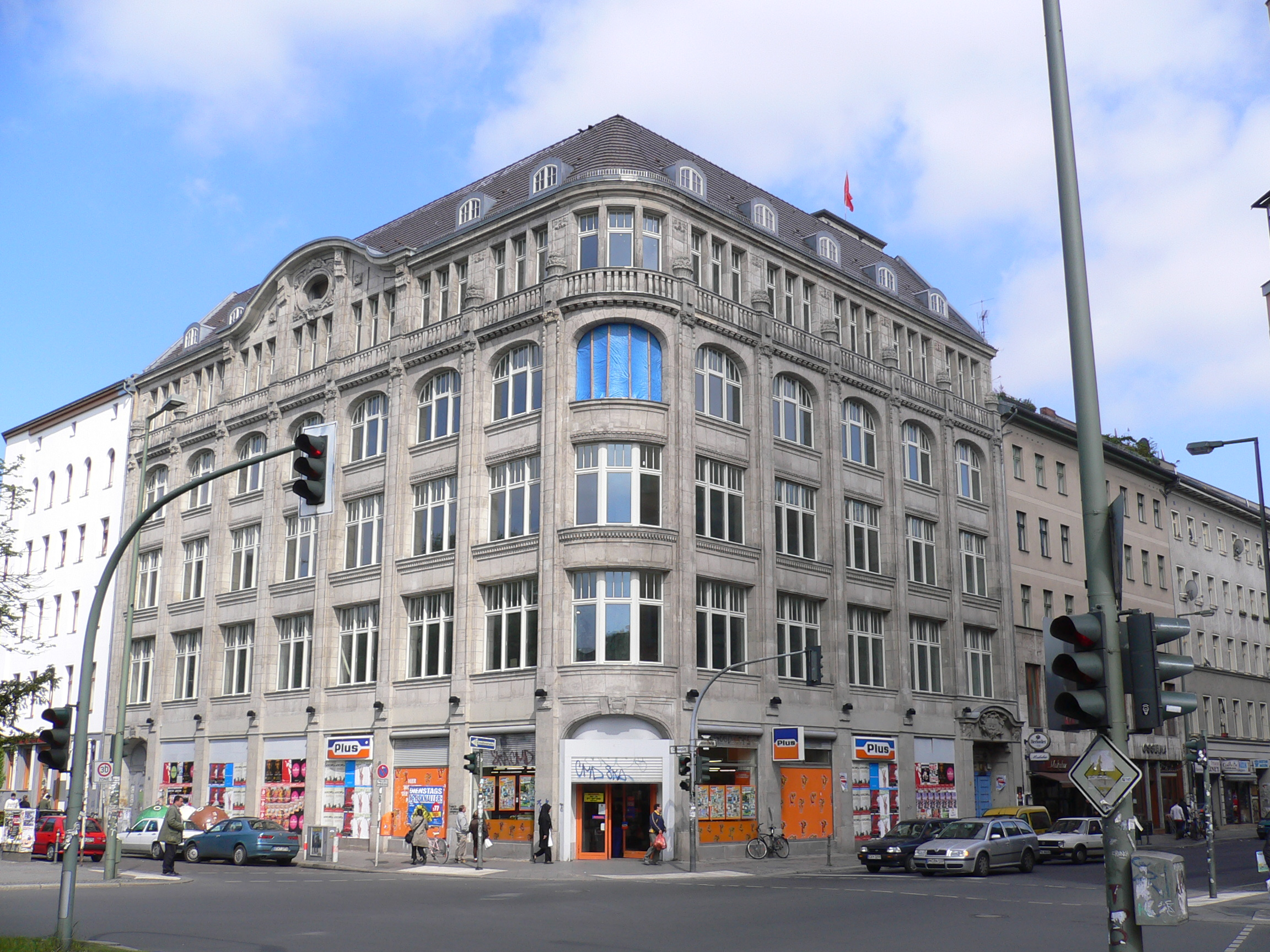
Ansicht mit Plus-Discounter 2005

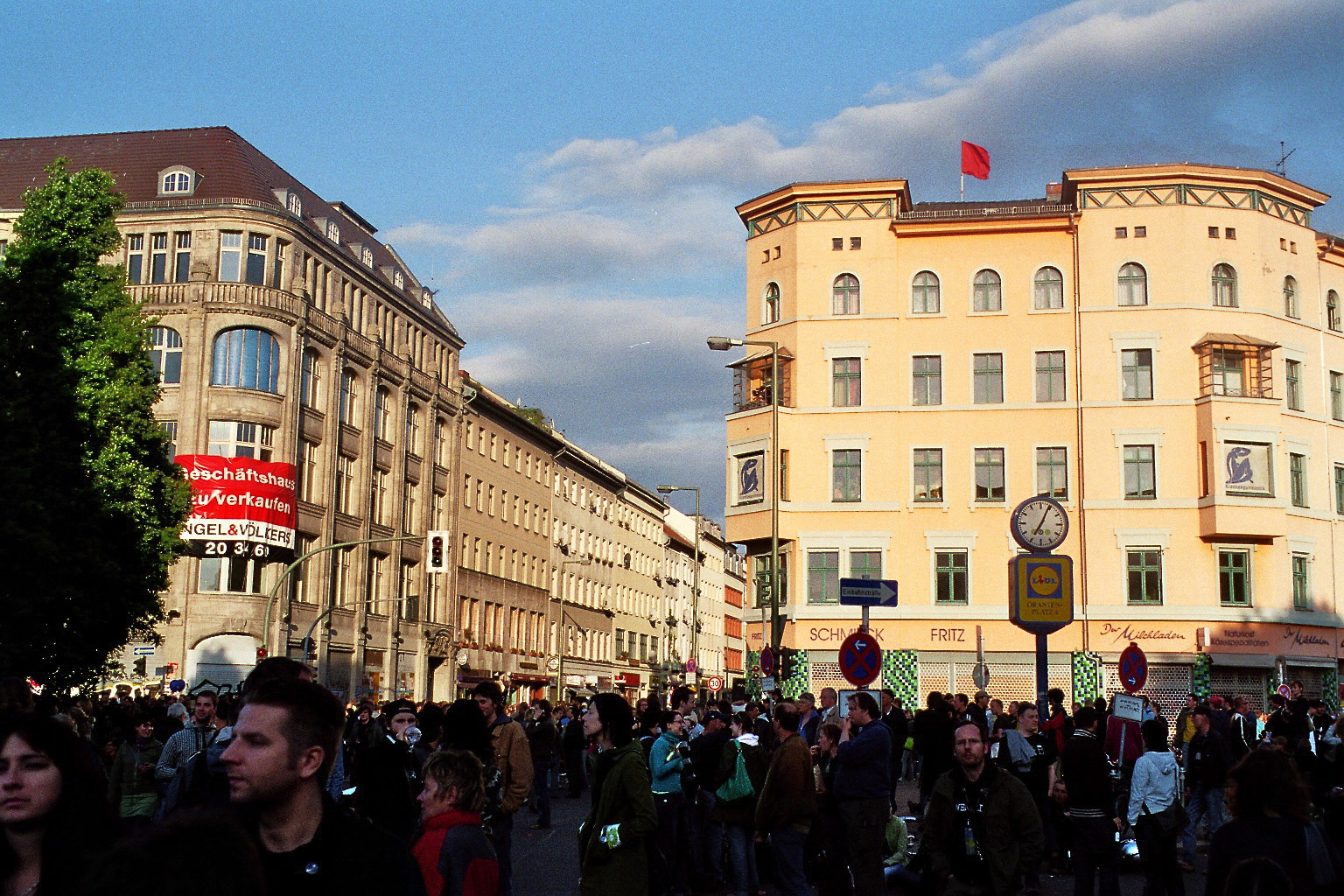
Mai-Kundgebung Oranienplatz 2007. Verkaufstransparent am Kaufhaus

Postkarte Café Oranien-Palast 1915 (Postlauf)

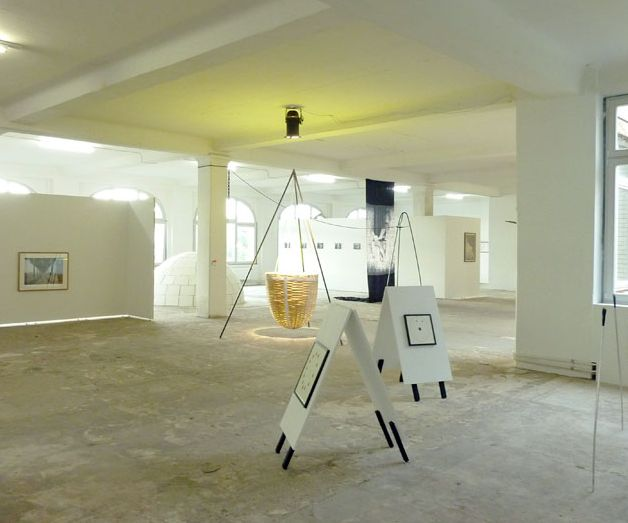
Zwischennutzung Kunst 2012

Das ehemalige Kaufhaus Brenninkmeyer, auch „(Altes) Kaufhaus am Oranienplatz“ genannt, befindet sich an der Adresse Oranienplatz 17 und Oranienstraße 40–41 im Berliner Ortsteil Kreuzberg im Bezirk Friedrichshain-Kreuzberg. Das Geschäftshaus hat keine amtliche Namensbezeichnung. Die Bezeichnung „Kaufhaus Brenninkmeyer“ ist abgeleitet aus der langjährigen Nutzung und dem Besitz durch die Allgemeine Textil-Fabrikations und Handels AG Clemens & August Brenninkmeyer (niederländisch: Brenninkmeijer), später kurz C&A.
Das fünfgeschossige Gebäude wurde 1913 vom Architektenbüro Cremer & Wolffenstein in der historischen Luisenstadt errichtet. Bauherr war der Kaufmann und Stadtverordnete Leopold Jacobi (1847–1917). Das Geschäftshaus ist als Baudenkmal in die Liste der Kulturdenkmale in Berlin-Kreuzberg eingetragen und wird nach langem Leerstand nunmehr als Hotel Orania Berlin genutzt.

## Nutzer
Erste Mieter waren die Allgemeine Elektrizitätsgesellschaft (AEG) und das „Cabarett-Café Oranien-Palast“, das „täglich erstklassige Konzerte“, versprach. In den 1920er Jahren waren der Zentralverband der Angestellten und die „Berliner Privat Telefon Gesellschaft“, Ableger der Deutsche Privat Telefongesellschaft, Mieter. Ab 1925 befand sich hier der Hotelbetrieb „Ahlbecker Hof“ und die „Allgemeine Textil-Fabrikations und Handels AG Clemens & August Brenninkmeyer“, der das Gebäude nach 1936 auch gehörte. Die C&A zog 1956 aus und die Cunda-Kleiderfabrik nutzte das Haus. Das Kreuzberger Familienunternehmen Möbel Pögel (Erich Pögel, Geschäftsinhaberin Martha Pögel), das seine Immobilie an der Oranienstraße 159 an den Kommunistischen Bund Westdeutschland verkauft hatte, übernahm es 1976. Es folgten Clubs und ein Plus-Lebensmitteldiscounter.
Der Münchner Anwalt Dietrich von Boetticher von „KanAm Grundinvest“, dem auch das schräg gegenüber, auf der anderen Seite des Oranienplatzes liegende ehemalige Textilkaufhaus Maaßen gehört, erwarb das Geschäftshaus zum 16. April 2008. Er investierte zunächst in den Bestandserhalt und ermöglichte in der Leerstandsphase kulturelle Zwischennutzungen. Die Berlin Biennale, die Kunsthochschule Weißensee und die Ostkreuz Bildagentur entdeckten den „morbiden Charme“ der Gewerberäume für Kunstausstellungen. Im Rahmen des Projekts „Kunst braucht Fläche“ vermittelte die Werbeagentur „AV Tour“ Plakatflächen am Gebäude an Nachwuchskünstler. Es besteht eine „Altes Kaufhaus Veranstaltungs GmbH“.
Seit 2013 gab es eine Baugenehmigung für die Umnutzung respektive Wiedernutzung des Gebäudes als Hotel und Restaurant. Im August 2017 wurde das Hotel Orania eröffnet.